# Ordovicesek
Az ordovicesek ókori népcsoport tagjai voltak. Britannia nyugati partján éltek, szemben Anglesey szigetével. Tacitus tesz említést róluk.